# Weilerhof (Helmstadt)

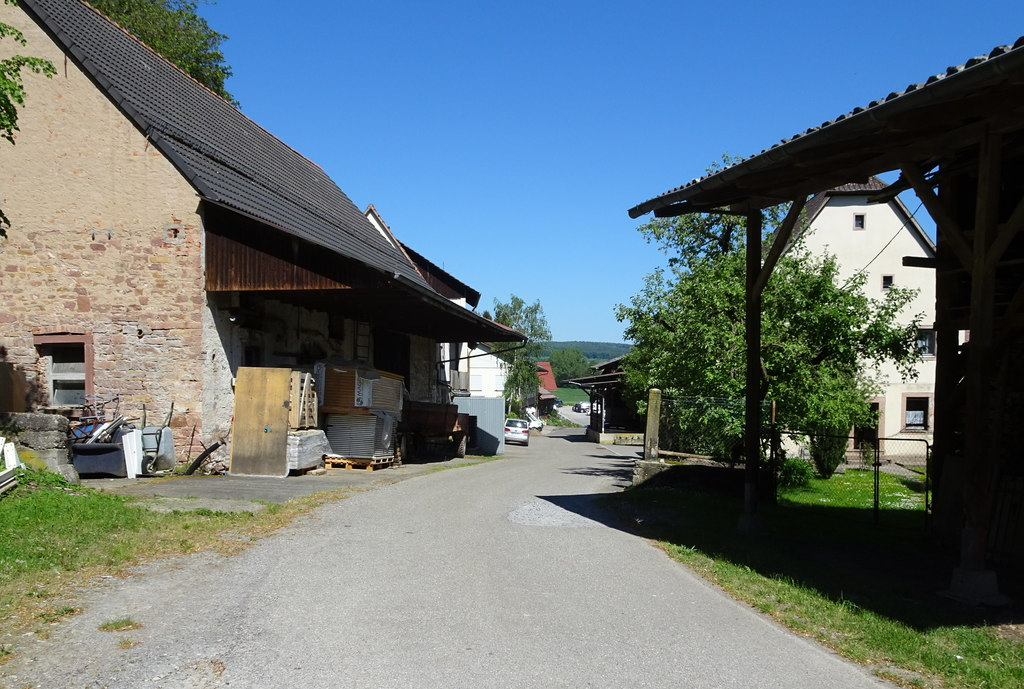
Blick in den Weilerhof (2018)

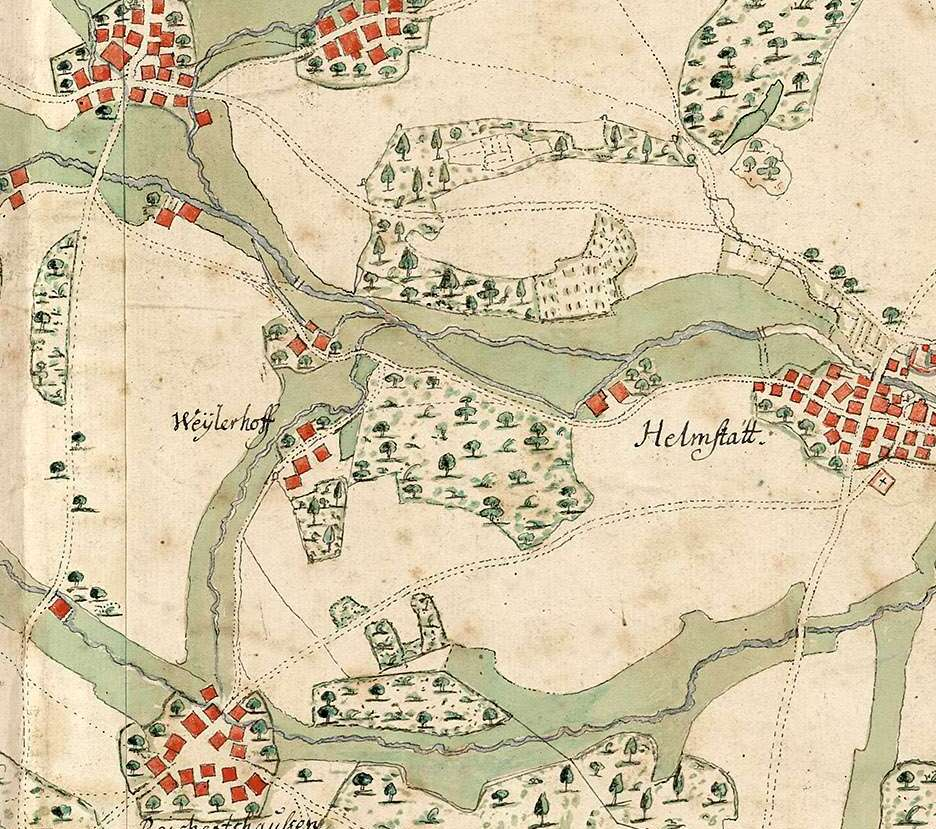
Der Weilerhof auf einer Karte von 1748

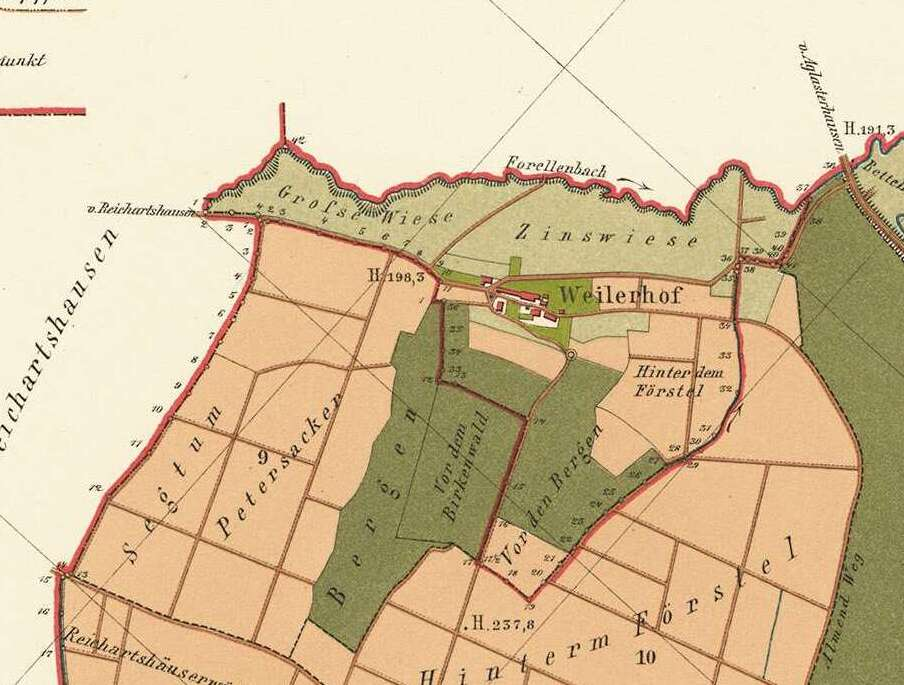
Der Weilerhof auf einer Karte von 1885

Der Weilerhof ist ein Bauernhof und Wohnplatz im Nordwesten von Baden-Württemberg. Er liegt auf dem Gebiet der Gemeinde Helmstadt-Bargen im Rhein-Neckar-Kreis.

## Geographie
Der Weilerhof liegt im nördlichen Teil des Kraichgaus am Unterlauf des Forellenbachs, der von hier nach Südosten fließt, um in den Schwarzbach zu münden. Die Umgebung ist flachwellig und landwirtschaftlich geprägt.

## Geschichte
Das Alter des Hofes ist nicht bekannt, aber er ist auf einer Karte der Stüber Zent von 1748 als Weylerhoff eingezeichnet. Der Hof hatte früher zur Weilerburg gehört und trägt deswegen ihren Namen. Seit 1897 zählte er zur Gemeinde Helmstadt. Die Familie, die ihn heute betreibt, hat sich auf die Produktion von Puten aus ökologischem Anbau spezialisiert.

## Verkehr
Am Rande des Weilerhofes verläuft die Kreisstraße 4188, die von Reichartshausen im Nordwesten kommt und an der B 292 im Südosten endet.